# Steinkreis von Machuim
 Der Steinkreis von Machuim (auch Lawer’s Mill genannt) liegt auf einem 1,0 m hohen Hügel von etwa 10,0 m Durchmesser, südwestlich von Fearnan, nahe der A827 und des Loch Tay in Perth and Kinross in Schottland. Frederick Rhenius Coles (1854–1929) und A. Burl nennen den Steinkreis Machuinn, während Richard Feachem ihn Machulm nennt und John Farquharson (1699–1782) 1769 die Form Mahuaim wählte.
Der Kreis besteht aus sechs massiven Steinen auf einem ovalen Kreis von etwa 6,7 auf 5,8 m Durchmesser. Die Überreste des Steinkreises bestehen aus vier aufrechten, höhenmäßig leicht abgestuften Steinen und zwei teilweise vergrabenen. Der größte Stein im Südwesten ist 1,5 m hoch, 1,4 m breit und 0,5 m dick. Der kleinste im Nordosten 1,0 m hoch. Im Hügel befinden sich kleine Felsbrocken. Die bauliche Abfolge von Steinkreis und Hügel ist unklar. Der Steinkreis scheint auf einem früheren Cairn errichtet worden zu sein, dessen Oberfläche teilweise durch Lesesteine bedeckt ist. Der Kreis bestand früher vermutlich aus sieben großen erratischen Felsbrocken, die um die Oberseite des Cairns gesetzt wurden. Alle präsentieren ihre breiten ebenmäßigeren Flächen nach außen. Ein Stein zeigt ein breites Band aus Quarz und zwei Steine sind mit Schälchen (englisch cups) verziert. Einer hat auch an der Außenseite zwei flache Schälchen, die einen Durchmesser von 30 mm haben, und eines an der Innenseite mit einem Durchmesser von 50 mm. Der andere hat ein flaches Schälchen mit einem Durchmesser von 45 mm und zwei weitere mögliche auf seiner Innenseite.